# Havraníky
Havraníky (en allemand : Kaidling) est une commune du district de Znojmo, dans la région de Moravie-du-Sud, en République tchèque. Sa population s'élevait à 324 habitants en 2020.

## Géographie
Havraníky se trouve près de la frontière autrichienne, à 6 km au sud-ouest de Znojmo, à 62 km au sud-ouest de Brno et à 181 km au sud-est de Prague.
La commune est limitée par Znojmo au nord, par Nový Šaldorf-Sedlešovice à l'est, par Chvalovice au sud-est, et par Šatov au sud et par Hnanice et Podmolí à l'ouest.

## Histoire
La première mention écrite de la localité date de 1269.